# Cité-État

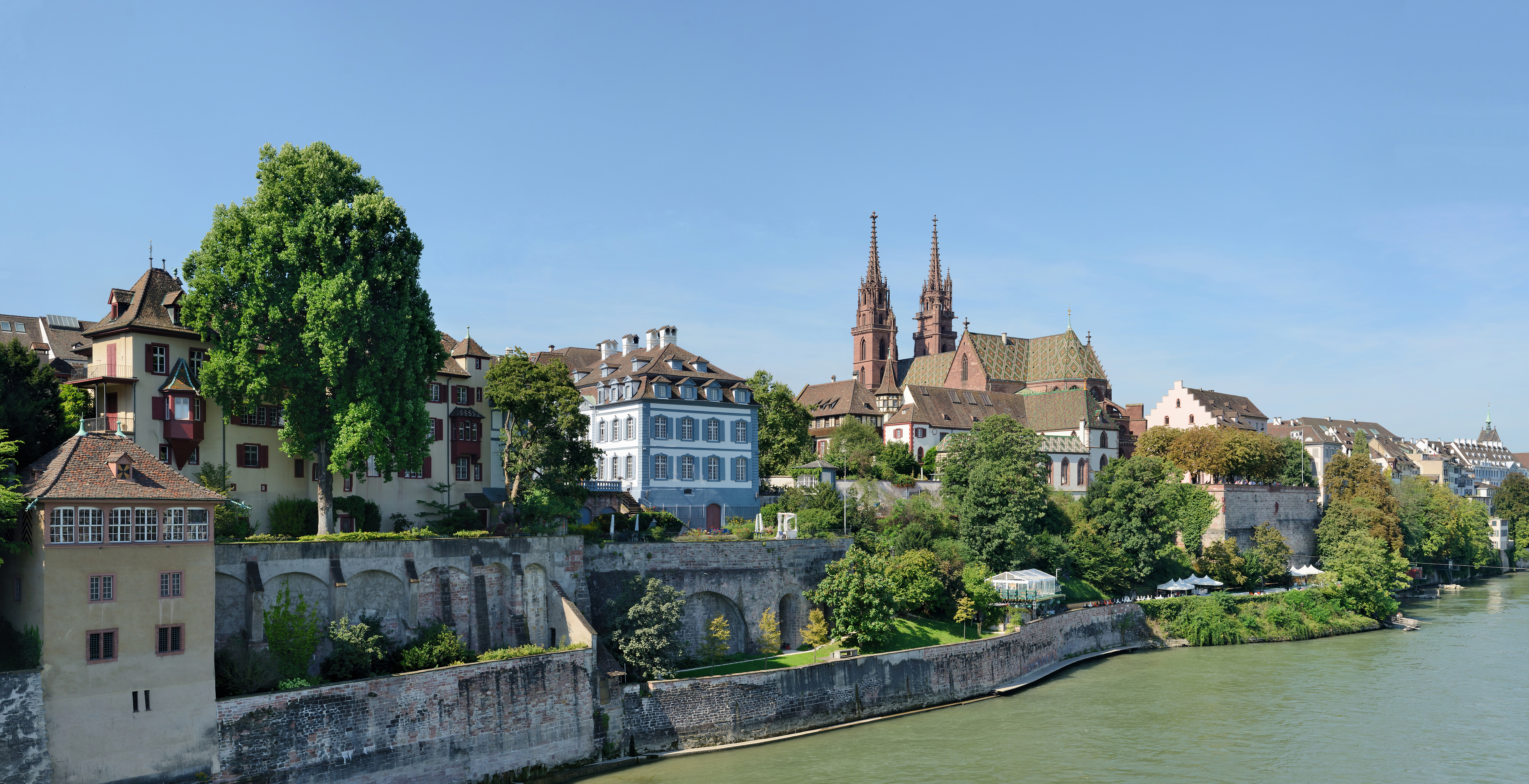
La ville de Bâle, en Suisse, peut être qualifiée comme l'une des anciennes cités-États d'Europe.

Une cité-État est un territoire géographique contrôlé exclusivement par une ville, qui possède généralement la souveraineté. Historiquement, cela inclut notamment des villes telles que Rome, Athènes et Carthage et les cités-États italiennes de la Renaissance. Seules quelques cités-États existent encore de nos jours. Il existe un consensus assez large pour qualifier Singapour, Monaco et le Vatican de cités-États.
Un certain nombre d'autres États partagent des caractéristiques communes et sont ainsi parfois qualifiés de cités-États modernes. Cela inclut Malte, Bahreïn et Saint-Marin, qui sont des micro-États avec une haute densité de population. C'est également le cas du Qatar, de Brunei et du Koweït, qui disposent tous trois d'un centre urbain comprenant une partie importante de la population, mais qui disposent d'autres lieux habités clairement distincts en plus de la capitale.
Plusieurs villes non souveraines disposent d'un haut degré d'autonomie et sont parfois considérées comme des cités-États. Il est notamment souvent fait référence à Hong Kong et Macao, ainsi qu'à certains membres des Émirats arabes unis, notamment Dubaï et Abou Dabi.

## Origine du concept
Attesté à partir du XXe siècle seulement, le terme dérive de l'allemand Stadtstaat, lui-même traduit du terme bystat proposé en 1840 par l'érudit danois Johan N. Madvig pour décrire le processus par lequel Rome unifie l'Italie au Ier siècle av. J.-C. Il est ensuite appliqué aux États sumériens, à la polis grecque et à la città italienne, avant d'être étendu à différentes réalités au cours de l'Histoire.

## Antiquité

### Mésopotamie
Le terme de cité-État est appliqué aux micro-États se partageant la Basse Mésopotamie à la période des dynasties archaïques (2900-2340 av. J.-C.), peut-être déjà en place à la période précédente, la période d'Uruk (4100-2900 av. J.-C.), au moins dans sa dernière partie. Ce sont de petits royaumes indépendants qui exploitent un territoire. Elles sont dirigées par un roi, tel que Ur-Nammu à Ur par exemple, sont délimitées par des remparts et ont leurs propres institutions politiques et religieuses. Les principales cités-États sont Ur, située sur l'Euphrate, Uruk, Lagash, Kish et Umma. Elles sont intégrées par Sargon, roi de Sumer et d'Akkad, dans le premier empire historique, autour de 2340 av. J.-C.

### Syrie
Le terme est aussi appliqué en Syrie, à Ebla, Mari ou Kadesh.

### Phénicie
Le terme de cité-État s'applique également en Phénicie, à Byblos, Sidon et Tyr, ainsi qu'à leurs colonies, dont la plus célèbre est Carthage.

### Grèce antique
Les cités du monde grec antique telles qu'Athènes, Sparte, Thèbes sont parfois définies comme des cités-États. Le mot cité-État peut en réalité parfois représenter un ensemble de cités ; ainsi, certaines cités-États avaient de nombreuses colonies plus ou moins rattachées à leur cité mère (voir Syracuse, Phocée). De là, des conflits entre cités pour le contrôle de telle ou telle colonie, mais aussi des conflits entre la cité mère et la colonie : conflits « souverainistes » (dirait-on aujourd'hui), conflits économiques, culturels, juridiques.

### Rome antique
À l'origine, le territoire contrôlé par Rome de sa fondation au milieu du VIIIe siècle av. J.-C. à sa conquête de l'Italie à partir du IVe siècle av. J.-C. était limité à la ville et aux alentours, faisant d'elle une sorte de cité-État.

## Moyen Âge et Renaissance

### Mésoamérique
Le terme de cité-État est fréquemment employé dans l'historiographie mésoaméricaniste pour désigner les cités indépendantes des différentes civilisations mésoaméricaines, à Teotihuacan ou chez les Mayas à l'époque Classique, ainsi qu'au Mexique chez les Mixtèques, les Zapotèques et les peuples — nahuas pour la plupart — du Mexique central, notamment les Aztèques, à l'époque postclassique. Il est en particulier une des traductions usuelles du mot nahuatl « altepetl »,, même si des spécialistes critiquent cet usage.

### Europe
En Europe, les noyaux urbains se sont reconstitués après la chute de l'Empire romain en entités administratives autonomes. Le terme cité-État désigne les villes européennes qui ont connu l'indépendance.
On compte notamment :
- les communes italiennes, qui ont connu leur heure de gloire aux XIIe et XIIIe siècles, parmi elles, les républiques maritimes de Venise, Gênes, Pise et Amalfi ;
- des villes de la Hanse en Europe du Nord ;
- la République messine ;
- la république de Mulhouse ;
- la république de Raguse, aujourd'hui Dubrovnik, dans le bassin méditerranéen ;
- la république de Genève, surnommée la Rome protestante, aujourd'hui république et canton de Genève, en Suisse ;
- la ville de Bâle en Suisse.

Dans le Saint-Empire romain germanique, de nombreuses villes disposent du statut de ville impériale libre (Reichsstädte), sans principauté entre elles et le niveau impérial. Après l'ère napoléonienne, en 1815, seules quatre villes disposent encore de ce statut : Hambourg, Brême, Lübeck et Francfort. La Prusse annexe Francfort en 1866 et Lübeck est incorporée à la Prusse en 1937. Hambourg et Brême ont encore aujourd'hui un statut de Land au sein de la République fédérale d'Allemagne.
Bordeaux au Moyen-Âge, du moins jusqu'à 1453, possédait des prérogative de cité-état. Ancienne capitale de la Gascogne, Bordeaux possédait des institutions municipales munies des droits régaliens tels que celui de battre monnaie, la défense, la police et la diplomatie. La ville, bien que réclamée et revendiquée par les Capétiens comme par les Plantagenêt, a toujours veillé à conserver intacte son indépendance. Ses "privilèges et franchises" reconnus par le roi de France Charles VII en 1450, n'ont toutefois pas été respectés par le nouveau pouvoir français. Jusqu'à la Révolution et particulièrement pendant les périodes de la guerre de secession de 1649, les Bordelais n'ont cessé de revendiquer avoir été "une florissante république, soumise à nul prince".

### Asie du Sud-Est
En Asie du Sud-Est, le terme s'applique aux entités politiques du littoral, dont les plus puissantes furent Sriwijaya (VIIIe–XIIIe siècles) au sud de Sumatra en Indonésie et le sultanat de Malacca (XVe siècle) en Malaisie.

## Époque contemporaine

### Sécession proposée de New York en 1861
Pendant la période de tension qui a précédé immédiatement la guerre de Sécession, le maire démocrate de New York, Fernando Wood, propose la sécession de la ville et la création d'une cité-État nommée Ville libre de Tri-Insula (Free City of Tri-Insula) comprenant Manhattan, Long Island et Staten Island. Dans un discours adressé au conseil de la ville le 6 janvier 1861, le maire exprime sa sympathie pour les États sécessionnistes et le désir de maintenir le commerce du coton. Il exprime également sa confiance dans la prospérité de la ville grâce aux droits de douane et son mécontentement vis-à-vis du gouvernement de l'État de New York. L'idée de quitter les États-Unis est toutefois trop radicale et est mal accueillie, notamment après la bataille de Fort Sumter qui commence le 12 avril. La guerre, et notamment la conscription, s'est toutefois souvent révélée impopulaire, causant notamment les Draft Riots.

### Villes placées sous supervision internationale au vingtième siècle
Pendant le XXe siècle, un certain nombre de villes ont été placées sous supervision internationale.

#### Dantzig
La ville libre de Dantzig est une cité-État semi-autonome qui a existé entre 1920 et 1939, comprenant la ville elle-même et environ 200 villages des environs. Elle a obtenu son statut semi-autonome le 15 novembre 1920, sur la base de l'article 100 du traité de Versailles qui a mis fin à la Première Guerre mondiale.

#### Fiume
Après avoir joui d'une autonomie très large au sein de l'Autriche-Hongrie en tant que corpus separatum, Fiume a déclaré son indépendance en 1920 et l'a conservée jusqu'en 1924. Son territoire de 28 km2 comprenait la ville de Fiume (l’actuelle Rijeka) et des territoires ruraux situés au nord de la ville et un corridor à l'ouest la connectant à l'Italie.

#### Memel
Le territoire de Memel a été défini par le traité de Versailles en 1920 et a été placé sous l'administration de la Conférence des Ambassadeurs. Le territoire de Memel, majoritairement germanophone, devait rester sous le contrôle de la Société des Nations jusqu'au jour où la population de la région serait autorisée à voter pour décider si elle souhaite être à nouveau rattachée à l'Allemagne ou non. Le territoire est ensuite occupé par la Lituanie après la révolte qui a lieu en janvier 1923.

#### Shanghai
La concession internationale de Shanghai (1845-1943) était une zone internationale disposant de sa propre législation, de son service postal et de sa monnaie.

#### Tanger
La Zone internationale de Tanger était une zone internationale de 373 km2 centrée sur la ville de Tanger, en Afrique du Nord, sous administration conjointe de la France, de l'Espagne et du Royaume-Uni (et plus tard du Portugal, de l'Italie, de la Belgique, des Pays-Bas, de la Suède et des États-Unis), puis placée sous protectorat franco-espagnol de 1923 à 1956, date à laquelle la ville a été réintégrée au Maroc.

#### Trieste
Le territoire libre de Trieste était un territoire indépendant situé en Europe centrale entre le nord du royaume d’Italie et le royaume de Yougoslavie, placée sous administration directe du Conseil de sécurité des Nations unies entre 1947 et 1954. Les Nations unies ont tenté, en vain, de faire du Territoire libre de Trieste une cité-État. En 1954, son territoire a été divisé entre l'Italie et la Yougoslavie.

## Cités-États actuelles
De nos jours, des micro-États souverains dont l'habitat urbain couvre l'immense majorité de la surface, notamment Singapour, Monaco ou le Vatican, sont qualifiés de cités-États.

### Monaco
La principauté de Monaco est une cité-État indépendante. Monaco-Ville, La Condamine, Monte-Carlo et Fontvieille sont des districts d'une zone urbaine continue, et non des villes distinctes. La principauté de Monaco et la commune de Monaco gouvernent le même territoire, chacune avec des compétences spécifiques.

### Singapour
Singapour est une cité-État du sud-est de l'Asie. Environ 5,2 millions d'habitants vivent et travaillent dans un territoire de 700 kilomètres carrés, faisant de Singapour le deuxième pays le plus densément peuplé au monde après Monaco. Singapour faisait partie de la Malaisie jusqu'en 1965, date de son expulsion de la Fédération, devenant alors une république indépendante.

### Vatican
Jusqu'en 1870, la ville de Rome était contrôlée par le pape et faisait partie des États pontificaux. Lorsque le roi Victor-Emmanuel II annexe la ville en 1870, le pape Pie IX refuse de reconnaître le royaume d'Italie nouvellement formé. Comme ils ne pouvaient pas voyager sans reconnaître l'autorité du roi, Pie IX et ses successeurs se sont déclarés prisonniers du Vatican, incapables de quitter le territoire de 0,44 kilomètre carré de l'enclave papale.
Le problème a été résolu en 1929 par les accords du Latran négociés par Benito Mussolini, pour le compte du roi Victor-Emmanuel III, et du pape Pie XI. Par ces accords, le Vatican est reconnu comme un État indépendant dont le pape est le chef d'État. L'État du Vatican dispose de sa propre citoyenneté, de son corps diplomatique, de son drapeau et de ses timbres. Avec une population de moins de 1 000 habitants, il est de loin le plus petit État souverain au monde.

## Cités-États non souveraines
Des entités comme Hong Kong ou Macao sont rattachées à la république populaire de Chine avec le statut de régions administratives spéciales, mais peuvent être considérées comme des cités-États en regard de leur forte autonomie. Dans d'autres cas, la cité-État peut également être la composante d'une entité politique plus importante (par exemple : un État fédéral ou confédéral).
Ainsi en Afrique, ce terme qualifie le territoire d'ethnies totalement indépendantes définies lors de la colonisation. Par exemple, la cité-État du peuple haoussa, dans le nord du Nigeria, fait depuis des siècles du négoce de ses produits d'agriculture et d'artisanat avec des « cités-États » voisines.

### Stadtstaaten d'Allemagne
En République fédérale d'Allemagne, les trois Länder de Berlin, de Brême et de Hambourg sont appelés cités-États (Stadtstaat en allemand). Ces petits Länder sont en effet centrés sur une seule ville, comme Berlin et Hambourg, ou sur deux comme Brême avec Bremerhaven et disposent à la fois des compétences régionales et communales. Ces trois Länder n'ont pas d'autres droits ou devoirs que les autres États. Ces États reçoivent toutefois davantage d'argent au travers du système de péréquation financière allemande (Länderfinanzausgleich) en raison de leurs caractéristiques démographiques. Les institutions de ces trois États portent des noms différents de ceux des autres Länder : leurs gouvernements sont nommés Sénats et les ministres-présidents sont nommés bourgmestres. Le parlement du Land porte le nom de Bürgerschaft à Hambourg et Brême et de Abgeordnetenhaus (chambre des députés) à Berlin.

### Ciudades Autónomas d'Espagne
Contrairement au reste des Communautés Autonomes (Comunidades Autónomas) qui composent l'Espagne, Ceuta et Melilla sont des Villes Autonomes (Ciudades Autónomas).

### Russie
Les villes de Moscou, de Saint-Pétersbourg et de Sébastopol (statut controversé pour cette dernière) sont des sujets de la fédération de Russie.

### Suisse
Le canton de Bâle-Ville est composé de trois communes. La commune de Bâle ne dispose pas d'administration propre, mais est administrée par le canton.

## Micronations
De nombreuses micronations (États qui ne sont reconnus par aucun État souverain) sont des cités-États, dont celles ci-dessous :
- la principauté de Seborga (Italie), composée uniquement de la commune de Seborga ;
- la principauté de Sealand (Royaume-Uni), dont le seul territoire est le Fort Roughs ;
- la principauté de Hutt River (Australie), avec la petite agglomération de Nain ;
- la république libre du Saugeais (France), une micronation autoproclamée, composée de onze communes situées dans le Haut-Doubs, en France, et réunies en une « république héréditaire » ;
- le royaume de Tavolara (micronation éteinte), établi sur l'île italienne de Tavolara.